# قله مولدووانو
قله مولدووانو (به لاتین: Moldoveanu Peak) یک کوه در رومانی است که در شهرستان ارجش واقع شده‌است. قله مولدووانو ۲٬۵۴۴ متر بالاتر از سطح دریا واقع شده‌است.